# 高智慧
高 智慧（こう ちけい、生年不詳 - 590年）は、隋初の反乱指導者。南朝陳滅亡後の江南で反乱を起こしたが、敗死した。本貫は東揚州会稽県。

## 生涯
開皇10年（590年）11月、高智慧は会稽で挙兵して反乱を起こした。自ら東揚州刺史を号し、船艦1000艘を擁した。隋の内史令・越国公楊素が智慧を攻撃すると、朝方から夕方まで激戦し、楊素が勝利した。智慧が海上に逃れたので、楊素はこれを追撃して余姚から海を経由して永嘉に入った。智慧が迎撃したところ、楊素はこれを撃破し、数千人を捕らえた。前後百余戦して、智慧は泉州に逃れた。智慧は泉州の反乱指導者である王国慶を頼ったが、王国慶は楊素の進撃の速さに恐慌を起こして逃亡した。厳しい追捕を受けて進退きわまった王国慶は智慧を捕らえて、楊素のもとに送った。智慧は泉州で斬られた。